# Khalistan

Eine der Flaggen Khalistans

Khalistan (Panjabi: ਖਾਲਿਸਤਾਨ, „reines Land“), auch Sikh-Republik Khalistan oder Heiliges Königreich Khalistan der Sikh, ist die ab Anfang des 20. Jahrhunderts aufgekommene Idee einer nationalistischen Bewegung unter den Sikhs, einen unabhängigen Staat in Indien und Pakistan zu errichten, der den heutigen Punjab und umliegende Gebiete umfassen soll.

## Geschichte und Hintergründe
Khalistan entstand als Aufstandsbewegung im Umfeld anderer religiöser nationalistischer Gruppierungen, die sich gegen die britische Kolonialverwaltung richteten. Das Projekt eines auf theokratischen und demokratischen Prinzipien fußenden Nationalstaates wurde von Jagjit Singh Chauhan benannt.
Die separatistische Bewegung für die Errichtung Khalistans erreichte ihre Hochphase im Indien der 1980er Jahre und hat seither deutlich an Schwung verloren, wenn auch in Kreisen von im Ausland lebenden Sikhs nach wie vor in begrenztem Ausmaß Unterstützung für sie existiert. Vor dem Terrorangriff auf Air-India-Flug 182 1985, für den Babbar-Khalsa-Angehörige verantwortlich gemacht wurden, genoss Khalistan in Teilen der nordamerikanischen Sikhs beträchtlichen Rückhalt. Die Khalistan-Bewegung wird inzwischen hauptsächlich als unbedeutende Separatistenbewegung angesehen, die in erster Linie von nicht im Punjab lebenden Sikhs getragen wird. Bestehende pro-Khalistan-Gruppen werden von europäischen und amerikanischen Regierungen überwacht.
Zu den politischen Verfechtern der Idee in den USA gehörten einstmals auch die Politiker Dan Burton, Jesse Helms und Edolphus Towns. Des Weiteren finden sich unter den Sympathisanten Eric Lubbock, 4. Baron Avebury und Lord Nazir Ahmed aus Großbritannien, sowie der verstorbene General Muhammad Zia-ul-Haq, Generalstabschef der pakistanischen Armee und Präsident Pakistans.
Der Sikh-Herrscher Maharaja Ranjit Singh (gest. 1839), ein in Grenzen säkularer und religiös toleranter Monarch, beherrschte im 19. Jahrhundert ein unabhängiges Sikh-Reich mit Lahore als Hauptstadt. 1849 wurde sein Reich annektiert und zum Teil des britischen Empires gemacht. Laut dem Vertrag von Amritsar hätte das Gebiet der Monarchie zurückgegeben werden sollen, sobald Singhs Erbe, Duleep Singh, die Volljährigkeit erreicht hätte. Dennoch wird er weithin als nicht relevant angesehen und seine politische Nutzbarmachung durch die Khalistan-Bewegung abgelehnt.
Seine Hochphase hatte der gewaltsame Unabhängigkeitskampf in den 1980er-Jahren, als die indische Armee 1984 in der Operation Blue Star den Goldenen Tempel erstürmte. Infolgedessen wurde Premierministerin Indira Gandhi durch ihre Sikh-Leibwächter ermordet. 1986 wurde Arun Vaidya, der Chef der indischen Armee bei Operation Blue Star war, von Harjinder Singh Jinda, Sukhdev Singh Sukha und Ranjit Singh Gill ermordet. Der pakistanische Geheimdienst ISI führte in den 1990er Jahren die Operation K2 durch in der Hoffnung, sowohl Kaschmir als auch den Punjab von Indien abzuspalten und Pakistan anzugliedern.

## Diaspora und militante Organisationen
Die „Operation Blue Star“ und ihre gewalttätigen Folgen machten die separatistischen Forderung nach einem eigenen Staat bei vielen verstreuten Sikhs in der Diaspora weltweit populär. Die Bewegung für ein unabhängiges Khalistan erreichte damit eine wichtige Anhängerschaft, da diese eine diplomatische und finanzielle Unterstützung ermöglichte. Abgesehen von Pakistan, engagiert sich eine größere Anzahl an Sikhs in Großbritannien, Kanada und den USA, um militärische und finanzielle Unterstützung zu erhalten. Es gibt bis heute mehrere militante Sikh-Gruppen, die sich auf der ganzen Welt organisiert haben und ihre militärischen Bemühungen für Khalistan koordinieren. Militante und terroristische Organisationen waren in den 1980er und frühen 1990er Jahren am häufigsten aktiv. Mittlerweile haben diese Gruppierung in Indien weitgehend an Bedeutung verloren, aber sie haben immer noch eine politische Präsenz in der Sikh-Diaspora, insbesondere in Ländern wie Pakistan, wo sie gesetzlich nicht verboten sind. Eine der bedeutendsten militanten Khalistan-Organisationen ist die Khalistan Liberation Force, die ihren Sitz in Punjab hat und in Indien als Terrorgruppe eingestuft ist. Zu den Gruppierungen, die als Terrororganisation in der EU eingestuft wurden, gehören die Babbar Khalsa International (BKI) und die Khalistan Zindabad Force (KZF).